# Maabatli (nahija)
Nahija Maabatli (ar. ناحية معبطلي)  je nahija u okrugu Afrin, u sirijskoj pokrajini Alep. Površina nahije je 208,51 km2. Po popisu iz 2004. (prije rata), nahija je imala 11.741 stanovnika. Administrativno sjedište je u naselju Maabatli.